# World-Inline-Cup 2006
Der World-Inline-Cup 2006 wurde für Frauen und Männer an 15 Stationen ausgetragen. Der Auftakt fand am 9. April 2006 in Seoul und das Finale am 23. September 2006 in Berlin statt.

## Frauen
| WIC                                                       | Ort             | Sieg                                                                    | Platz 2                                                                               | Platz 3                                                                    |
| --------------------------------------------------------- | --------------- | ----------------------------------------------------------------------- | ------------------------------------------------------------------------------------- | -------------------------------------------------------------------------- |
| Top-Class 09. April                                       | Seoul           | Jessica Smith Hyper USA                                                 | Angèle Vaudan Rollerblade                                                             | Laura Lardani Rollerblade                                                  |
| Class 1 22. April                                         | Paris           | Nathalie Barbotin Salomon Smartskate                                    | Simona Di Eugenio Luigino MM70                                                        | Cinzia Ponzetti Cristalp Ladies                                            |
| Teamlauf 29. April                                        | Basel           | Rollerblade Tamara Llorens Angèle Vaudan Laura Lardani Michaela Neuling | Athleticum Rollerblade Nadine Gloor India Kuhn Andréa Haritchelhar Franziska Stampfli | Salomon Smartskate Nicole Begg Nathalie Barbotin Elma de Vries Livia Meier |
| Top-Class 07. Mai                                         | Rennes          | Simona Di Eugenio Luigino MM70                                          | Giovanna Turchiarelli Alessi-Powerslide                                               | Nicole Begg Salomon Smartskate                                             |
| Class 1 13. Mai                                           | Biel            | Angèle Vaudan Rollerblade                                               | Tamara Llorens Rollerblade                                                            | Laura Lardani Rollerblade                                                  |
| Top-Class 04. Juni                                        | Incheon         | Hey-Mi Kim                                                              | Hyo-Sook Woo                                                                          | Jessica Smith Hyper USA                                                    |
| Top-Class 10. Juni                                        | Sursee          | Angèle Vaudan Rollerblade                                               | Laura Lombardo Luigino MM70                                                           | Sandra Gómez Alessi-Powerslide                                             |
| Class 1 11. Juni                                          | Dijon           | Tamara Llorens Rollerblade                                              | Angèle Vaudan Rollerblade                                                             | Simona Di Eugenio Luigino MM70                                             |
| Top-Class 18. Juni                                        | Zürich          | Jessica Smith Hyper USA                                                 | Andréa Haritchelhar Athleticum Rollerblade                                            | Nicole Begg Salomon Smartskate                                             |
| Top-Class 24. Juni                                        | Engadin         | Sandra Gómez Alessi-Powerslide                                          | Nicole Begg Salomon Smartskate                                                        | Nathalie Barbotin Salomon Smartskate                                       |
| Class 1 15. Juli                                          | Zug             | Angèle Vaudan Rollerblade                                               | Ghizlane Samir Cristalp Ladies                                                        | Tamara Llorens Rollerblade                                                 |
| Top-Class 16. Juli                                        | München         | Angèle Vaudan Rollerblade                                               | Michaela Neuling Rollerblade                                                          | Nathalie Barbotin Salomon Smartskate                                       |
| Europameisterschaften in Cassano d’Adda, 24. bis 30. Juli |                 |                                                                         |                                                                                       |                                                                            |
| Class 1 05. August                                        | Glarus          | Ann-Claire Maillard Inline St. Gallen Speed                             | Nadine Gloor Athleticum Rollerblade                                                   | Nicole Begg Salomon Smartskate                                             |
| Weltmeisterschaften in Anyang, 1. bis 9. September        |                 |                                                                         |                                                                                       |                                                                            |
| Top-Class 12. September                                   | Suzhou          | Nathalie Barbotin Salomon Smartskate                                    | Elma de Vries Salomon Smartskate                                                      | Nicole Begg Salomon Smartskate                                             |
| Top-Class 23. September                                   | Berlin-Marathon | Giovanna Turchiarelli Alessi-Powerslide                                 | Angèle Vaudan Rollerblade                                                             | Sandra Gómez Alessi-Powerslide                                             |

| Rang | Name                | Team                   |
| ---- | ------------------- | ---------------------- |
| 1    | Angèle Vaudan       | Rollerblade            |
| 2    | Nicole Begg         | Salomon Smartskate     |
| 3    | Nathalie Barbotin   | Salomon Smartskate     |
| 4    | Andréa Haritchelhar | Athleticum Rollerblade |
| 5    | Tamara Llorens      | Rollerblade            |
| 6    | Nadine Gloor        | Athleticum Rollerblade |
| 7    | Laura Lardani       | Rollerblade            |
| 8    | Ghizlane Samir      | Cristalp Ladies        |
| 9    | Sandra Gómez        | Alessi-Powerslide      |
| 10   | Simona Di Eugenio   | Luigino MM70           |

| Rang | Team                   |
| ---- | ---------------------- |
| 1    | Rollerblade            |
| 2    | Salomon Smartskate     |
| 3    | Athleticum Rollerblade |
| 4    | Alessi-Powerslide      |
| 5    | Luigino MM70           |

## Männer
| WIC                                                       | Ort             | Sieg                                                                                          | Platz 2                                                                                  | Platz 3                                                                                                |
| --------------------------------------------------------- | --------------- | --------------------------------------------------------------------------------------------- | ---------------------------------------------------------------------------------------- | --- |
| Top-Class 09. April                                       | Seoul           | Massimiliano Presti MMCmicro-Salomon                                                          | Jorge Botero Rollerblade                                                                 | Francesco Zangarini MMCmicro-Salomon                                                                   |
| Class 1 22. April                                         | Paris           | Danny Finster Inline Center                                                                   | Maxime Provost M.A.S. Rollerblade                                                        | Alexis Contin Powerslide Racing                                                                        |
| Teamlauf 29. April                                        | Basel           | Athleticum Rollerblade Roger Schneider Alain Gloor Scott Arlidge Roman Christen Raphael Pfulg | Rollerblade Jorge Botero Shane Dobbin Diego Rosero Baptiste Grandgirard Juan Nayib Tobon | MMCmicro-Salomon Francesco Zangarini Luca Saggiorato Massimiliano Presti Luca Presti Pierdavide Romani |
| Top-Class 07. Mai                                         | Rennes          | Massimiliano Presti MMCmicro-Salomon                                                          | Pierdavide Romani MMCmicro-Salomon                                                       | Yann Guyader Timmermann-Powerslide                                                                     |
| Class 1 13. Mai                                           | Biel            | Alexis Contin Powerslide Racing                                                               | Shane Dobbin Rollerblade                                                                 | Pierdavide Romani MMCmicro-Salomon                                                                     |
| Top-Class 04. Juni                                        | Incheon         | Luca Saggiorato MMCmicro-Salomon                                                              | Massimiliano Presti MMCmicro-Salomon                                                     | Francesco Zangarini MMCmicro-Salomon                                                                   |
| Top-Class 10. Juni                                        | Sursee          | Roger Schneider Athleticum Rollerblade                                                        | Diego Rosero Rollerblade                                                                 | Nicolas Iten IXS Fila                                                                                  |
| Class 1 11. Juni                                          | Dijon           | Luca Presti MMCmicro-Salomon                                                                  | Fabio Francolini Powerslide Racing                                                       | Yann Guyader Timmermann-Powerslide                                                                     |
| Top-Class 18. Juni                                        | Zürich          | Diego Rosero Rollerblade                                                                      | Raphael Pfulg Athleticum Rollerblade                                                     | Francesco Zangarini MMCmicro-Salomon                                                                   |
| Top-Class 24. Juni                                        | Engadin         | Yann Guyader Timmermann-Powerslide                                                            | Pascal Briand Powerslide Racing                                                          | Massimiliano Presti MMCmicro-Salomon                                                                   |
| Class 1 15. Juli                                          | Zug             | Luca Presti MMCmicro-Salomon                                                                  | Shane Dobbin Rollerblade                                                                 | Luca Saggiorato MMCmicro-Salomon                                                                       |
| Top-Class 16. Juli                                        | München         | Yann Guyader Timmermann-Powerslide                                                            | Ben Alchin Inlinecenter Model                                                            | Nicolas Iten IXS Fila                                                                                  |
| Europameisterschaften in Cassano d’Adda, 24. bis 30. Juli |                 |                                                                                               |                                                                                          | |
| Class 1 15. August                                        | Glarus          | Diego Rosero Rollerblade                                                                      | Marc Christen Inline Center                                                              | Scott Arlidge Athleticum Rollerblade                                                                   |
| Weltmeisterschaften in Anyang, 1. bis 9. September        |                 |                                                                                               |                                                                                          | |
| Top-Class 12. September                                   | Suzhou          | Pierdavide Romani MMCmicro-Salomon                                                            | Fabio Francolini Powerslide Racing                                                       | Luca Saggiorato MMCmicro-Salomon                                                                       |
| Top-Class 23. September                                   | Berlin-Marathon | Luca Saggiorato MMCmicro-Salomon                                                              | Massimiliano Presti MMCmicro-Salomon                                                     | Francesco Zangarini MMCmicro-Salomon                                                                   |

| Rang | Name                | Team                   |
| ---- | ------------------- | ---------------------- |
| 1    | Massimiliano Presti | MMCmicro-Salomon       |
| 2    | Luca Saggiorato     | MMCmicro-Salomon       |
| 3    | Diego Rosero        | Rollerblade            |
| 4    | Roger Schneider     | Athleticum Rollerblade |
| 5    | Pascal Briand       | Powerslide Racing      |
| 6    | Yann Guyader        | Timmermann-Powerslide  |
| 7    | Alain Gloor         | Athleticum Rollerblade |
| 8    | Thomas Boucher      | Powerslide Racing      |
| 9    | Luca Presti         | MMCmicro-Salomon       |
| 10   | Francesco Zangarini | MMCmicro-Salomon       |

| Rang | Team                   |
| ---- | ---------------------- |
| 1    | MMCmicro-Salomon       |
| 2    | Rollerblade            |
| 3    | Powerslide Racing      |
| 4    | Athleticum Rollerblade |
| 5    | Inline Center          |